# 大韋蒙山
大韋蒙山（法語：Grand Veymont），是法國的山峰，位於該國東南部，由奧文尼-隆-阿爾卑斯大區負責管轄，屬於韋科爾山系的一部分，海拔高度2,341米，每年平均降雨量1,393毫米。

## 空難
2017年2月10日，一架從倫敦飛往戛納的雙引擎小型飛機在大韋蒙山附近消失於冬季風暴當中，其後撞上山坡，機上三人全部罹難。事故24小時內，經過逾百名警察、消防員、山地救援專家，輔以直升機及紅外線相機的搜索後，屍體及飛機殘骸終於在海拔1960米以上被尋獲。